# Zwierzyniec koło Sochaczewa
Zwierzyniec koło Sochaczewa – wąskotorowy przystanek osobowy w Sochaczewie, w dzielnicy Zwierzyniec, w województwie mazowieckim, w Polsce.